# 알렉산드르 포포프 (수영 선수)
알렉산드르 블라디미로비치 포포프(러시아어: Александр Владимирович Попов, 1971년 11월 16일 ~ )는 러시아의 전직 수영 선수이다.

## 수영 경력
포포프는 8세 시절에 레스노이 파켈 스포츠 종합 경기장에서 수영을 시작했다. 그러나 그의 아버지는 그에게 그 스포츠 학교에서 수영 수업을 병행하는 것을 주장했다. 포포프는 배영으로 시작했지만 소련 국가 대표팀 글레프 페트로프의 헤드 코치 주도로 1990년에 겐나디 토우레츠키와 함께 대표팀에 합류할 때 자유형으로 전향했다. 그는 나중에 자신의 코치와 함께 러시아에서 오스트레일리아로 이동했다.
포포프는 1992년 바르셀로나 하계 올림픽 남자 50m와 100m 자유형에서 우승한 조니 와이즈뮬러 때문에 그렇게 할 수 있는 최초의 선수가 되었고, 1996년 애틀란타 하계 올림픽에서 자신의 우승을 반복했다. 그는 100m 자유형에서 자신의 1996년 올림픽 금메달과 토우레츠키를 제시했다.
애틀란타 하계 올림픽 이후 1개월 동안, 그는 3가지 모스크바 거리 공급 업체와의 분쟁 중에 복부가 칼에 찔렸다. 이 칼은 자신의 동맥을 찔렀고 자신의 신장 중 하나를 스쳤으며 늑막, 폐를 둘러싸는 막을 찔렀다. 그는 응급 수술을 받았고 3개월 동안 재활 치료를 받았다. 그는 1997년 세비야 유럽 선수권 대회 50m와 100m 자유형에서 우승했다.
그는 2005년 1월에 자신의 은퇴를 발표했다.

## 같이 보기
- 수영 자유형 50m 세계 기록 추이
- 수영 자유형 100m 세계 기록 추이
- 올림픽 다관왕 목록